# Snake Ridge
Snake Ridge (englisch für Schlangenrücken) ist ein 6 km langer und gewundener Gebirgskamm im westantarktischen Queen Elizabeth Land. In der Patuxent Range der Pensacola Mountains grenzt er an den nordwestlichen Ausläufer des Mackin Table.
Der United States Geological Survey (USGS) kartierte ihn anhand eigener Vermessungen und Luftaufnahmen der United States Navy aus den Jahren von 1956 bis 1966. Seinen deskriptiven Namen erhielt der Gebirgskamm auf Vorschlag des US-amerikanischen Geologen Dwight L. Schmidt vom USGS, der zwischen 1962 und 1966 in drei Kampagnen in den Pensacola Mountains tätig war.